# 納戈里亞尼 (杜布諾區)
50°20′21″N 25°56′3″E / 50.33917°N 25.93417°E
納戈里亞尼（烏克蘭語：Нагоряни），是烏克蘭的村落，位於該國西北部羅夫諾州，由杜布諾區負責管轄，面積0.55平方公里，海拔高度255米，2001年人口198，人口密度每平方公里362.6人。